# Muzeálna slovenská spoločnosť
A Muzeálna slovenská spoločnosť (magyarul Szlovák Múzeum Egylet) 1893-ban Turócszentmártonban életre hívott tudományos társaság volt. Fő céljai a Nemzeti Múzeum és Könyvtár létrehozása, illetve a kutatói, honismereti és muzeológiai tevékenység szervezése voltak. Az 1875-ben betiltott Matica slovenská tevékenységét volt hivatva folytatni.
Kiadványai voltak a Časopis Muzeálnej slovenskej spoločnosti és a Sborník Muzeálnej slovenskej spoločnosti, amelyhez a Szlovák Nemzeti Múzeum kiadványa, a Zborník Slovenského národného múzea is kötődik számozásában.
1918 után átfedésbe került az újonnan létrehozott Matica tevékenységével. 1960-ban megszüntették, gyűjteményei a Szlovák Nemzeti Múzeum és a Szlovák Nemzeti Levéltár, illetve kisebbrészt más levéltárak tulajdonába mentek át.
Elnökei voltak: Andrej Kmeť (1895–1908), Štefan Mišík (1908–1919), František Richard Osvald (1919–1926), Karol Anton Medvecký (1926–1937), Jozef Škultéty (1938–1948).

## Külső hivatkozások
- hivatalos oldal[halott link]